# بورتريه مدام مويتيسير
بورتريه مدام مويتيسير هي لوحة زيتية للرسام الفرنسي جان أوغست دومينيك آنغر رسمها في عام 1856 وهي الأن ضمن مقتنيات المعرض الوطني  في لندن.